# DansGuardian

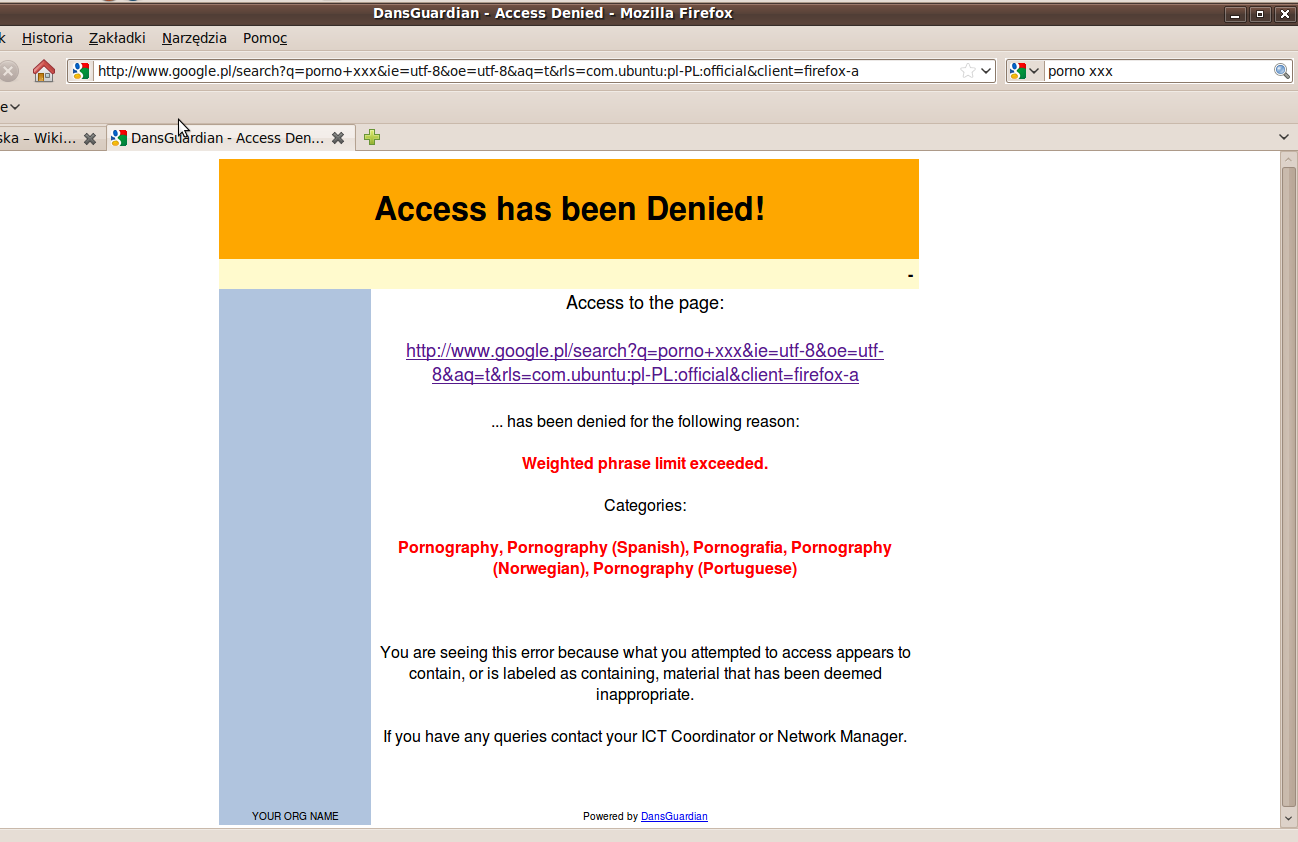
DansGuardian - STOP pornograpny

DansGuardian è un content-control software per filtraggio dei contenuti sul web concepito per operare come servizio accessorio del proxy Squid su piattaforme Linux, FreeBSD, OpenBSD, NetBSD, macOS, HP-UX e Solaris.
Allo stato attuale non è più supportato: a prendere il suo posto è stato "e2guardian".

## Descrizione
Il filtraggio è attuato usando molti metodi, quali l'analisi dell'URL e del dominio, del contenuto testuale, delle immagini, del contenuto MIME, dell'estensione del file.
È in grado di controllare liste anche molto grandi di domini, URL, parole o frasi correlate alla pornografia e non solo.
Caratteristica di DansGuardian è la sua alta configurabilità.
È mantenuto da una comunità guidata da Daniel Barron, il direttore tecnico della SmoothWall Ltd.. Negli Stati Uniti, DansGuardian soddisfa i requisiti del Children's Internet Protection Act. Esistono anche due versioni commerciali di DansGuardian: SmoothGuardian (un plug-in per SmoothWall Corporate Server Firewall) e Corporate Guardian.